# 夜校 (電影)
《夜校》是2023年上畫港產喜劇，由 張天賦、凌文龍、葛民輝、詹瑞文、郭奕芯、李靜儀、黃曦誼、陳伊霖、方泳琳、吳肇軒、徐浩昌、羅浩銘、黎學勤主演，劉翁執導。故事用夜晚的荒廢校園做背景。

## 故事大綱
⼀名無業遊⺠和雙失發明家（MC 張天賦 及 凌⽂龍飾）竟綁架城中⾸富的遺體，勒索三億，更將遺體收藏在⼀間廢校裡。荒唐的計劃原本進⾏得天衣無縫，但同⼀晚，同⼀間廢校，偷屍孖寶竟遇到為父親報仇⽽綁架社團龍頭的⿊幫⼆代⾔仔（吳肇軒飾）；五個遊走廢校做靈探直播的美女主播（黃曦誼、陳伊霖、李靜儀、郭奕芯、⽅泳琳 飾）。各懷⿁胎的三幫⼈不約⽽同地聚集於廢校，展開⼀場爆笑困獸⾾。到底偷屍孖寶的計劃會不會被拆穿？最後⼜可不可以順利勒索到三億贖⾦？

## 演員表

### 主要演員
| 演員                  | 角色      | 暱稱／關係 |
| 張天賦                | 司徒      | 無業遊民，寄住於阿簡家中 提議綁架鄭英達遺體，以勒索其後人三億，但誤綁一叔遺體 稱一叔遺體為「契爺」，把其藏於廢校中 後與晴子成為情侶         |
| 凌文龍                | 阿簡      | 自命為發明家，網上人稱「專利得得B」 因許可司徒寄住家中而與女朋友吵架，後分手 與司徒一同綁架鄭英達遺體，但誤綁一叔遺體 後與Miss 高高成為情侶 |
| 葛民輝                | 戴耀一    | 一叔 言仔之父親，生前為黑道老大，擅長「洗黑錢」 因龍少請客「起雙飛」以致心肌梗塞死亡 屍體被司徒及阿簡誤認為首富遺體而被綁架，藏於廢校中     |
| 詹瑞文                | 龍少      | 被言仔誤會謀殺其父親而遭其手下綁架 |
| 郭奕芯                | Miss 高高 | 網絡藝人 噴射KOL 後與阿簡成為情侶 |
| 李靜儀                | Jodie     | 網絡藝人 韭菜收割器 |
| 黃曦誼                | 晴子      | 網絡藝人 校服狂人 後與司徒成為情侶 |
| 陳伊霖                | 神婆小楠  | 網絡藝人 燈之女神 |
| 方泳琳                | 細V       | 網絡藝人 醉拳金奶滴 |
| 吳肇軒 孫詠軒（童年） | 言仔      | 一叔之兒子 誤會龍少謀殺其父親而下令手下將其綁架，藏於廢校中 嚮往與其父一同往「大人遊樂場」 後立志成為「激勵演講家」                         |
| 徐浩昌                | 明仔      | 言仔手下 誤導言仔使其誤會龍少謀殺其父，把其綁架，實為套取其銀行密碼                                                                         |
| 羅浩銘                | 漏口      | 言仔手下 |
| 黎學勤                | Jeffrey   | 被人戲稱為Trivago 網絡藝人公司經理人 |

### 特別演出
| 演員   | 角色   | 暱稱／關係 |
| 陳紫萱 | Carrie | 阿簡女朋友 |

### 友情客串
| 演員   | 角色                 | 暱稱／關係 |
| 林盛斌 | 阿簡之金主           |            |
| 小肥   | 網絡藝人公司三大長老 |            |
| 泰山   | 網絡藝人公司三大長老 |            |
| 詹朗林 | 網絡藝人公司三大長老 |            |
| 張敬仁 |                      |            |
| 張明偉 |                      | 鄭英達兒子 |
| 暗網仔 |                      |            |
| 可宜   |                      |            |
| 陳定幫 | 師傅                 |            |

## 軼事
此劇為張天賦首部主演的電影。

## 外部連結
- 香港影庫上《夜校》的資料（繁體中文）
- 豆瓣电影上《夜校》的資料 （简体中文）